# شپش گزنده
شپش گزنده (نام علمی: Mallophaga) نام یک راسته از راسته شپش است.